# Cryptocellus bocas
Espèce
Cryptocellus bocas est une espèce de ricinules de la famille des Ricinoididae.

## Distribution
Cette espèce est endémique du Panama. Elle se rencontre vers San Félix.

## Description
Le mâle holotype mesure 4,07 mm et la femelle paratype 3,89 mm.

## Étymologie
Son nom d'espèce lui a été donné en référence au lieu de sa découverte, la province de Bocas del Toro.

## Publication originale
- Platnick & Shadab, 1981 : On the Cryptocellus centralis group (Arachnida, Ricinulei). Bulletin of the American Museum of Natural History, no 170, p. 18-22 (texte intégral).